# Cristina (Badajoz)
Cristina je španělské město situované v provincii Badajoz (autonomní společenství Extremadura).

## Poloha
Obec je vzdálena 2 km od obce Guareña a 87 km od města Badajoz. Patří do okresu Vegas Altas a soudního okresu Don Benito.

## Historie
V roce 1834 se obec stává součástí soudního okresu Don Benito. V roce 1842 čítala obec 70 usedlostí a 260 obyvatel.

## Odkazy

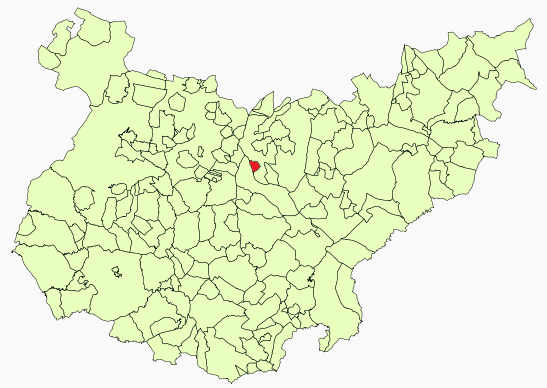
Poloha obce v provincii Badajoz

## Demografie
| Populace obce Cristina z let (1842–2010) | Populace obce Cristina z let (1842–2010) | Populace obce Cristina z let (1842–2010) | Populace obce Cristina z let (1842–2010) | Populace obce Cristina z let (1842–2010) | Populace obce Cristina z let (1842–2010) | Populace obce Cristina z let (1842–2010) | Populace obce Cristina z let (1842–2010) | Populace obce Cristina z let (1842–2010) | Populace obce Cristina z let (1842–2010) | Populace obce Cristina z let (1842–2010) | Populace obce Cristina z let (1842–2010) | Populace obce Cristina z let (1842–2010) | Populace obce Cristina z let (1842–2010) | Populace obce Cristina z let (1842–2010) | Populace obce Cristina z let (1842–2010) | Populace obce Cristina z let (1842–2010) | Populace obce Cristina z let (1842–2010) |
| ---------------------------------------- | ---------------------------------------- | ---------------------------------------- | ---------------------------------------- | ---------------------------------------- | ---------------------------------------- | ---------------------------------------- | ---------------------------------------- | ---------------------------------------- | ---------------------------------------- | ---------------------------------------- | ---------------------------------------- | ---------------------------------------- | ---------------------------------------- | ---------------------------------------- | ---------------------------------------- | ---------------------------------------- | ---------------------------------------- |
| 1842                                     | 1857                                     | 1860                                     | 1877                                     | 1887                                     | 1897                                     | 1900                                     | 1910                                     | 1920                                     | 1930                                     | 1940                                     | 1950                                     | 1960                                     | 1970                                     | 1981                                     | 1991                                     | 2001                                     | 2010                                     |
| 260                                      | 347                                      | 319                                      | 368                                      | 478                                      | 506                                      | 472                                      | 522                                      | 551                                      | 638                                      | 639                                      | 708                                      | 840                                      | 630                                      | 491                                      | 532                                      | 553                                      | 561                                      |